# Двигатель Nissan CR
Nissan CR — серия рядных четырёхцилиндровых бензиновых двигателей внутреннего сгорания объёмом 1,0—1,4 л (997—1386 см3), выпускавшихся японской компанией Nissan с 2002 по 2013 год.

## Описание
Впервые двигатель Nissan CR был представлен в марте 2002 года на Nissan Micra (K12), а в октябре — на Nissan Cube (Z11). Затем в марте 2006 года двигатель был представлен на Nissan Note (E11).
У двигателя Nissan CR 16 клапанов, а клапанный механизм — DOHC. CR14DE оснащён регулируемой системой газораспределения на впускном клапане.

## Устанавливался на
| Код    | Модель                                                                 | Годы производства             | Объём            | Диаметр цилиндра x Ход поршня | Степень сжатия | Мощность при 5600 об/мин | Крутящий момент         | Особенности            |
| ------ | ---------------------------------------------------------------------- | ----------------------------- | ---------------- | ----------------------------- | -------------- | ------------------------ | ----------------------- | ---------------------- |
| CR10DE | Nissan March/Micra (K12)                                               | 2002—2004                     | 1,0 л (997 см3)  | 71 мм × 63 мм                 | 10,1:1         | 50 кВт (67 л. с.)        | 96 Н⋅м при 3600 об/мин  | Катушка зажигания, VVT |
| CR12DE | Nissan March/Micra (K12) Nissan AD (Y12)                               | 2002—2010 2006—2013           | 1,2 л (1240 см3) | 71 мм × 78,3 мм               | 9,8:1          | 59 кВт (79 л. с.)        | 121 Н⋅м при 4000 об/мин | Катушка зажигания, VVT |
| CR14DE | Nissan March/Micra (K12) Nissan Cube (Z11) / Nissan Note (E11; Европа) | 2002—2010 2002—2008 2006—2013 | 1,4 л (1386 см3) | 73 мм × 82,8 мм               | 9,8:1          | 65 кВт (87 л. с.)        | 137 Н⋅м при 3200 об/мин | Катушка зажигания, VVT |